# Frassilongo
Frassilongo település Olaszországban, Trento megyében. Lakosainak száma 342 fő (2023. január 1.). Frassilongo Fierozzo, Novaledo, Roncegno Terme, Sant’Orsola Terme, Levico Terme, Pergine Valsugana és Vignola-Falesina községekkel határos.

## Népesség
A település népességének változása:
| Lakosok száma | 319  | 344  | 345  | 342  |
|               | 2013 | 2017 | 2018 | 2023 |